# República Federal Islámica de las Comoras
La República Federal Islámica de las Comoras (en francés: République fédérale islamique des Comores) fue el segundo Estado independiente que gobernó en el archipiélago índico de las Comoras, que cubrió las islas de Gran Comora, Anjouan, Mohéli y Mayotte, si bien dicho departamento de ultramar, nunca fue parte de las Comoras, y fue un territorio dependiente de Francia.
El Estado existió desde 1978 cuando reemplazó el Estado de las Comoras, hasta el 23 de diciembre de 2001, año en el que se abolió el sistema federal y se convirtió en un Estado unitario, llamado Unión de las Comoras.

## Economía
En junio de 1980, se promulgó la creación del Banco Central de las Comoras. En 1983, el precio medio de compra de vainilla era de 3.500 FC por kilo y era de 1.850 FC en 1992.